# Punctualitate
Punctualitatea este o caracteristică a omului care desemnează capacitatea acestuia de a termina o sarcină la un timp prestabilit. Un exemplu poate fi situația când cineva ajunge la timp la o întâlnire.
O trăsătură de personalitate opusă este întârzierea.
Conform fiecărei culturi, există adesea o înțelegere a ceea ce este considerat un grad acceptabil de punctualitate. De obicei, o cantitate mică de întârziere este acceptabilă; acest lucru este de obicei de aproximativ zece sau cincisprezece minute în culturile occidentale, dar acest lucru nu este cazul în cazuri precum programările medicului sau lecțiile școlare. În unele culturi, cum ar fi societatea japoneză, și setările, cum ar fi cele militare, așteptările pot fi mult mai stricte.
Unele culturi au o înțelegere nerostită că termenele reale sunt diferite de termenele stabilite, de exemplu cu timpul din Africa. De exemplu, se poate înțelege într-o anumită cultură că oamenii vor apărea cu o oră mai târziu decât sunt anunțați. În acest caz, întrucât toată lumea înțelege că o petrecere de la 21:00 va începe efectiv în jurul orei 22:00, nimeni nu este deranjat când toată lumea ajunge la 22:00.
În culturile care apreciază punctualitatea, întârzierea este privită ca lipsă de respect față de timpul altora și poate fi considerată jignitoare. În astfel de cazuri, punctualitatea poate fi pusă în aplicare prin sancțiuni sociale, de exemplu prin excluderea totală a întârzierilor cu statut scăzut din întruniri. Astfel de considerații pot duce la luarea în considerare a valorii punctualității în econometrie și la luarea în considerare a efectelor nepunctualității asupra altora în teoria cozilor.